# Beauty Band
Beauty Band (Б'юті Бенд) — жіночий вокальний а-капельний джазовий квінтет. Заснований у 2000 році. До його складу входять: Оксана Рябоконь, Євгенія Іванова, Олена Дяченко, Оксана Резніченко, Олена Левченко.

## Історія
Квінтет було створено в 2000 році. Ініціатором народження «Beauty Band» була Оксана Рябоконь (колишня учасниця джазового колективу «Джаз-Експромт»). Таким чином вона втілила в життя свою давню мрію про створення жіночого вокального ансамблю.
Велику підтримку на початку колективу надав відомий український джазовий піаніст, композитор та аранжувальник Євген Дергунов, який створив для групи багато цікавих і тонких пісень та аранжувань.
Квінтет брав участь у кількох українських джаз-фестивалях, у 2001 році став Лауреатом І-го конкурсу молодих джазових виконавців в Донецьку ДоДж Юніор.
У 2002 році колектив вдало виступив у рамках фестивалю «Дніпрогастроль», однак буквально наступного дня відбулася трагедія — раптово померла солістка групи Тетяна Палаш. Втім, учасниці групи знайшли сили працювати далі.
У 2003 році колектив взяв участь у джазовому фестивалі «Єдність». Концерт в рамках цього фестивалю вважається найбільш вдалим і цілісним в історії колективу.
У 2007 році виступ на фестивалі Vocal Zone.

## Дискографія
- 2002 Don't Forget[недоступне посилання з лютого 2019]
- Театр джазу
- 2004 В джазе только девушки
- Sing! Sing! Sing! (L. Prima) — Beauty Band